# Dendrocerus dalhousieanus
Dendrocerus dalhousieanus är en stekelart som beskrevs av Sharma 1983. Dendrocerus dalhousieanus ingår i släktet Dendrocerus och familjen trefåresteklar. Inga underarter finns listade i Catalogue of Life.